# Хоскинсон, Чарльз
Чарльз Хоскинсон (род. 5 ноября 1987, Гавайи) — основатель Cardano и соучредитель Ethereum, которые являются платформами блокчейнов.

## Карьера
Чарльз Хоскинсон учился в Государственном Метрополитен-университете Денвера и в Колорадском университете в Боулдере, где изучал аналитическую теорию чисел.
В 2013 году Хоскинсон уволился с должности консультанта, чтобы начать проект под названием Bitcoin Education Project. По словам Хоскинсона, «ограниченное предложение делает Биткойн похожим на цифровое золото».

### Ethereum
Хоскинсон присоединился к команде основателей Ethereum (один из восьми первоначальных основателей) с Виталиком Бутериным в конце 2013 года. Бутерин убрал Хоскинсона из Ethereum в 2014 году после спора о том, должен ли проект быть коммерческим (точка зрения Хоскинсона) или некоммерческим (точка зрения Бутерина). После ухода из Ethereum он взял шестимесячный творческий отпуск.

### IOHK & Cardano
Бывший коллега по Ethereum Джереми Вуд обратился к Хоскинсону с просьбой сформировать новый проект под названием IOHK (Input Output Hong Kong), инженерно-исследовательскую компанию, которая создает криптовалюты и блокчейны. Ключевым проектом IOHK является Cardano, публичный блокчейн и платформа смарт-контрактов, на которой размещается криптовалюта ADA.

### Участие в жизни университетов
В 2017 году Хоскинсон и IOHK спонсировали исследовательские лаборатории, специализирующиеся на технологии блокчейн, в Эдинбургском университете и Токийском технологическом институте. В 2020 году Хоскинсон открыл исследовательский проект по блокчейну в Университете Вайоминга. Сотрудничество включало в себя вклад в размере 500 000 долларов для Университета Вайоминга для поддержки развития технологии блокчейн посредством создания Лаборатории передовых блокчейнов и разработки UWYO-IOHK. IOHK также имеет связи с Эдинбургским университетом со своим главным научным сотрудником Аггелосом Кияйасом.

### Взгляды на биткойн
По словам Хоскинсона, рост энергопотребления Биткойна был неизбежен, заявив: «Энергопотребление Биткойна увеличилось более чем в четыре раза с начала его последнего пика в 2017 году и будет ухудшаться, потому что неэффективность энергии заложена в ДНК Биткойна».